# 1차원

수직선.

1차원(一次元, 영어: One Dimension)은 차원이 1인 것을 가리킨다.

## 폴리토프
1차원의 폴리토프는 선분밖에 없다. 1차원의 초구는 중심을 사이에 반지름만큼 떨어진 두개의 점으로 이루어진다.

## 1차원에서의 좌표계
잘 알려진 1차원의 좌표계는 수직선과 각이 있다.

수직선
각

## 같이 보기
- 차원